# Wapen van Leimuiden

Het wapen van Leimuiden

Het wapen van Leimuiden is toegekend aan de destijds Noord-Hollandse gemeente Leimuiden. Vanaf 1 januari 1865 is de gemeente in Zuid-Holland gelegen. Leimuiden is in 1991 samen met Woubrugge en Rijnsaterwoude opgegaan in de nieuw opgerichte gemeente Jacobswoude. Het wapen van Jacobswoude is afgeleid van de wapens van de drie voormalige gemeentes die gefuseerd zijn. Jacobswoude is in 2009 op zijn beurt opgegaan in de nieuw gevormde gemeente Kaag en Braassem.

## Blazoenering
De blazoenering van het wapen luidde als volgt:
Van lazuur beladen met 9 ruiten van goud, staande 5 en 4.
Het wapen was uitgevoerd in de zogenaamde rijkskleuren en bestond uit een blauw schild met een geheel gouden voorstelling.

## Geschiedenis
Het wapen is afgeleid van dat van het geslacht Van der Does, in het verleden heren van Leimuiden. Volgens Bakker zouden de ruiten rood zijn geweest en het schild zilver. De familie Van der Does voerde rode ruiten op een gouden schild of gouden ruiten op een rood schild. Vermoedelijk heeft de gemeente nagelaten kleuren bij de aanvraag van het wapen te specificeren. In het wapen van Kaag en Braassem zijn de ruiten rood gekleurd, zoals in het heerlijkheidswapen het geval was.

## Vergelijkbare wapens
De volgende wapens zijn vergelijkbaar met het wapen van Leimuiden:

Wapen van Jacobswoude
Wapen van Kaag en Braassem